# Souimanga des Uluguru
Anthreptes neglectus
Espèce
Statut de conservation UICN

 LC  : Préoccupation mineure
Le Souimanga des Uluguru (Anthreptes neglectus) est une espèce de passereaux appartenant à la famille des Nectariniidae.

## Répartition
On le trouve au Kenya, Mozambique et Tanzanie.